# Mary Mouser
Mary Matilyn Mouser, född 9 maj 1996 i Pine Bluff, Arkansas, är en amerikansk skådespelerska. Hon är mest känd för sin roll som Lacey Fleming i TV-serien Body of Proof och som Karen Grant i TV-serien Scandal. Hon syns för tillfället i Netflixserien Cobra Kai.